# Abarca de Campos
Abarca de Campos és un municipi de la província de Palència, a la comunitat autònoma de Castella i Lleó. Limita al nord amb Autillo de Campos, a l'est amb Fuentes de Nava, al sud amb Castromocho i a l'oest amb Villarramiel.

## Demografia
| 1857 | 1860 | 1877 | 1887 | 1897 | 1900 | 1910 | 1920 | 1930 | 1950 | 1960 | 1970 | 1981 | 1991 | 1996 | 2001 | 2004 | 2011 | 2012 |
| ---- | ---- | ---- | ---- | ---- | ---- | ---- | ---- | ---- | ---- | ---- | ---- | ---- | ---- | ---- | ---- | ---- | ---- | ---- |
| 263  | 169  | 170  | 210  | 188  | 187  | 210  | 196  | 171  | 172  | 153  | 83   | 50   | 44   | 51   | 47   | 47   | 39   | 39   |